# Macaranga allorobinsonii
Macaranga allorobinsonii är en törelväxtart som beskrevs av Timothy Charles Whitmore. Macaranga allorobinsonii ingår i släktet Macaranga och familjen törelväxter. Inga underarter finns listade i Catalogue of Life.